# Estadio Fujairah Club
El Estadio Fujairah Club es un estadio multipropósito utilizado principalmente para la práctica del fútbol del emirato de Fujairah en los Emiratos Árabes Unidos.

## Historia
Construido con una capacidad para 10.645 espectadores, es la sede del Al Fujairah SC de la UAE League, y fue (junto a Ras al-Khaimah) elegido una de las sedes del Campeonato sub-19 de la AFC 2012, el primer gran evento organizado en el estadio.
Un año después fue una de las sedes de la Copa Mundial de Fútbol Sub-17 de 2013, el que fue el primer evento a nivel mundial en el que el estadio ha sido utilizado, durante el cual, el estadio Fujairah Club fue una de las 6 subsedes, albergando 7 partidos: 5 por el grupo C (Croacia 1-3 Marruecos, Panamá 0-2 Uzbekistán, Croacia 1-0 Panamá, Uzbekistán 0-0 Marruecos y Uzbekistán 2-1 Croacia), uno por el grupo D (Venezuela 0-4 Rusia) y uno de octavos de final (Marruecos 1-2 Costa de Marfil). Las otras 5 subsedes fueron Abu Dhabi, Dubái, Al Ain, Sharjah y Ras Al-Khaimah.